# 긴꼬리박쥐속
긴꼬리박쥐속(Choeroniscus)은 주걱박쥐과에 속하는 박쥐 속의 하나이다. 3종으로 이루어져 있다.

## 하위 종
- 가드맨긴꼬리박쥐 (Choeroniscus godmani)
- 큰긴꼬리박쥐 (Choeroniscus periosus)
- 작은긴코긴혀박쥐 (Choeroniscus minor)